# Espluga de Castilló
L'Espluga de Castilló és una cova del terme de Conca de Dalt, al Pallars Jussà, dins de l'antic terme de Toralla i Serradell. Es troba en territori del poble de Rivert.
Està situada al nord-oest de Rivert, en el punt de trobada de la Coma Engavarnera, que és al nord-oest, i la Coma Engaliu, a llevant. És a l'esquerra del barranc de Palomera, a prop i al sud.est de la Cova del Pubill.